# Barbara Büschlen
Barbara Büschlen ist eine Schweizer Sportkletterin aus Steffisburg im Kanton Bern.

## Leben
Büschlen begann ihre Kletterkarriere im Alter von zwölf Jahren, mit 13 war sie Schweizer Meisterin, im Alter von 14 Jahren wurde sie Mitglied der Schweizer Nationalmannschaft. Nach einigen Jahren im nationalen und internationalen Wettkampfsport entschied sie sich, sich verstärkt dem Klettern im Freien und in den Bergen zu widmen. 
Büschlen kletterte mehrere Routen im 8. französischen Schwierigkeitsgrad. Darunter Le paradox (8b) und Pschüttigütti (8b). Darüber hinaus war sie mit Steigeisen und Pickel unterwegs und erreichte beim Dry-Tooling Routen bis zum Schwierigkeitsgrad M10+. Darunter auch Erstbegehungen.
Büschlen war mehrere Jahre Mitglied des AlpinXtremteams von Salewa und war in dem Rahmen auf einer Expedition im indischen Garhwall Himalaya dabei. 
Im Jahr 2012 gelang ihr als erster Frau die Durchsteigung der Route Via del Drago (7c) in der Stockhorn-Nordwand. Damit bewies sie sich auch im alpinen Sportklettern. Mit der Durchsteigung der Route Digital Crack (8a) auf fast 4000 m ü. M. in Chamonix holte sie sich am 2. Juli 2015, einen Tag nach einer Italienerin, die zweite freie Frauenbegehung. 
Neben dem Klettern ist Barbara Büschlen auch als Mentaltrainerin und Klettercoach tätig.